# Jacaena
Jacaena is een geslacht van spinnen uit de familie van de bodemzakspinnen (Liocranidae).

## Soorten
De volgende soorten zijn bij het geslacht ingedeeld:
- Jacaena distincta Thorell, 1897
- Jacaena mihun Deeleman-Reinhold, 2001